# Гори, Голливуд, гори
«Гори́, Голливу́д, гори́» («Фильм Алана Смити: Гори, Голливуд, гори», англ. An Alan Smithee Film Burn Hollywood Burn — официальное название, англ. Burn Hollywood Burn — название, указанное в титрах) — американский комедийный фильм, снятый Артуром Хиллером в жанре псевдодокументального кино и выпущенный в прокат США 20 февраля 1998 года компанией Buena Vista Pictures.
Теглайны: The movie Hollywood doesn’t want you to see и Great Cans. Great Movies.

## Сюжет
Режиссёр по имени Алан Смити собирается снимать сверх-высокобюджетный ($ 300 000 000) боевик «Трио» с участием Сильвестра Сталлоне, Вупи Голдберг и Джеки Чана. Однако готовую ленту немилосердно обрезает студия, и тогда расстроенный результатом Алан (— Да это хуже, чем «Шоугёлз»!) решает назваться в титрах псевдонимом, но не может, поскольку его настоящее имя в точности совпадает с псевдонимом, обязательно используемым режиссёрами в подобных случаях согласно правилам Гильдии режиссёров Америки. Тогда он выкрадывает фильм и сбегает с ним, угрожая сжечь.

## В ролях
- Райан О’Нил — Джеймс Эдмундс
- Кулио — Дион Бразерс
- Чак Ди — Леон Бразерс
- Эрик Айдл — режиссёр Алан Смити
- Ричард Джени — Джерри Гловер
- Лесли Стефансон — Мишель Рафферти
- Сандра Бернхард — Энн Гловер
- Шери Лунги[англ.] — Мирна Смити
- Харви Вайнштейн — Сэм Риццо
- МС Лайт — Систа Ту Лумумба
- Марчелло Тедфорд — Стэджер Ли
- Стивен Тоболовски — Билл Бардо
- Эрик Кинг — Уэйн Джексон
- Сильвестер Сталлоне — в роли самого себя
- Джеки Чан — в роли самого себя
- Вупи Голдберг — в роли самой себя
- Билли Барти — в роли самого себя

## Факты
- Первоначальным названием фильма было «An Alan Smithee Film», затем — «Burn, Hollywood, Burn!», а после этого оба названия объединили, лишив всех знаков препинания[3].
- Фильм катастрофически провалился в прокате: при бюджете в $10 000 000 он собрал меньше $50 000, в связи с чем был занесён в «Список худших фильмов[англ.]»[4].
- В качестве режиссёра фильма указано имя Алан Смити — это псевдоним, использующийся в случаях, когда режиссёр по тем или иным причинам отказывается указывать своё имя в титрах[5]. Сюжет фильма очень похож на реальное производство этого фильма: режиссёр Артур Хиллер также потребовал убрать своё имя из титров и заменить его на псевдоним Алан Смити, после того как продюсер Джо Эстерхас обрезал концовку ленты[6].
- В 1999—2000 годах фильм номинировался на 10 худших наград (в том числе премия «Золотая малина» за худший фильм и премия «Золотая малина» за худший сценарий) и выиграл 5 из них[7].
- Этот фильм — последний, в котором псевдоним Алан Смити был обязателен к использованию режиссёрами, не желающими раскрывать своё имя[6].

## Прокат
В октябре 1997 года с целью привлечения потенциальных дистрибьюторов был организован закрытый тестовый показ на Кинофестивале в Милл-Волли. В результате права для широкого проката на территории США были приобретены компанией Buena Vista Pictures, которая выпустила ленту 20 февраля 1998 года.
Премьерные показы в остальных странах:
- Таиланд — 8 мая 1998
- Германия — 11 июня 1998
- Австрия — 26 июня 1998
- Португалия — июль 1998 (выпуск на видео)
- Исландия — 3 июля 1998
- Франция — 8 июля 1998
- Сингапур — 30 июля 1998
- Великобритания — 22 февраля 1999 (выпуск на видео)
- Аргентина — 15 мая 1999 (выпуск на видео)
- Япония — 22 ноября 2001 (выпуск на DVD)